# Ei (digramme)
 (novembre 2016).
Si vous disposez d'ouvrages ou d'articles de référence ou si vous connaissez des sites web de qualité traitant du thème abordé ici, merci de compléter l'article en donnant les références utiles à sa vérifiabilité et en les liant à la section « Notes et références ».
Cette page contient des caractères spéciaux ou non latins. S’ils s’affichent mal (▯, ?, etc.), consultez la page d’aide Unicode.
Pour les articles homonymes, voir EI.
Ei (minuscule ei) est un digramme de l'alphabet latin composé d'un E et d'un I.

## Linguistique
- En français, le digramme "ei" représente le phonème [ɛ].
- En anglais, il peut représenter plusieurs phonèmes : [eɪ] comme dans vein, [i] comme dans seize, [aɪ] comme dans heist, [ɛ] comme dans heifer, [æ] comme dans enceinte, et ɪ ou ə comme dans forfeit.
- En allemand, il représente le phonème [aɪ].
- Dans l’orthographe néerlandais, il représente le phonème [ɛi].
- En gallois, il représente le phonème [əi].
- En irlandais et en écossais, il représente le phonème [ɛ] devant une consonne fine.

## Représentation informatique
Comme la majorité des digrammes, il n'existe aucun encodage de Ei sous un seul signe, il est toujours réalisé en accolant un E et un I.